# Saint John's Gate

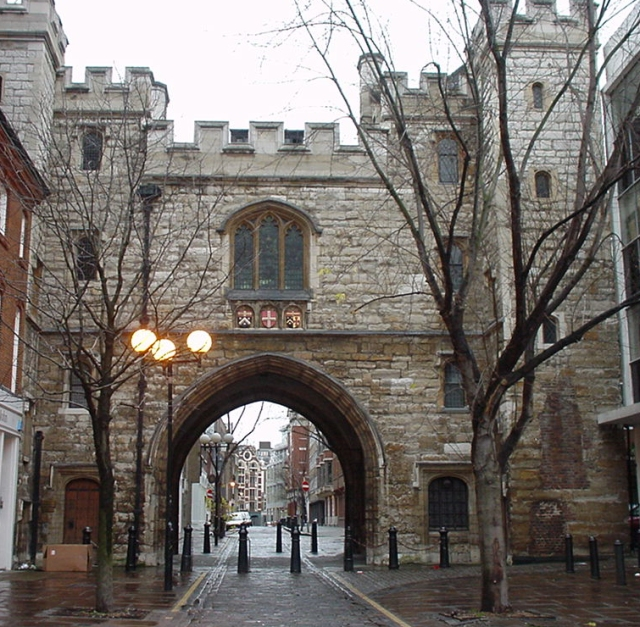
Saint John's Gate, Clerkenwell, Londen.

De Saint John's Gate is een van de weinige monastieke overblijfselen in het district Clerkenwell in Londen. De poort is een overblijfsel van de oude priorij van de Orde van Malta in Londen.

## Geschiedenis
In 1504 gaf de prior, Thomas Docwra, opdracht tot de bouw van een nieuwe zuiderpoort van de priorij van de Orde van Malta. In de 19e eeuw is de poort gerestaureerd in de victoriaanse stijl.
Begin 18e eeuw was het poortgebouw enige tijd het onderkomen van de schilder William Hogarth. Daarna herbergde het gebouw een heel lange tijd een taveerne. In 1870 herkreeg de Orde van Malta het poortgebouw terug en vestigde er een museum over de orde, het Museum of the Order of St John.